# Gilletinus corrugatus
Gilletinus corrugatus là một loài bọ cánh cứng trong họ Geotrupidae. Loài này được Lea miêu tả khoa học năm 1924.